# 高梨将
高梨 将（たかなし しょう、1995年5月9日 - ）は、日本の俳優。山形県山形市出身、メリーゴーランド所属。

## 略歴
- 2016年3月、 JUNONが主催する“日本一のイケメン大学生を決める「男子大学生ミスターコンJUNON×MUJ 2015-2016」の全国ファイナル審査が開催され、 グランプリを受賞。

## 出演

### テレビドラマ
- 花のち晴れ～花男NextSeason～ 第8話（2018年、TBS）
- ギフテッド Season1 第2話（2023年8月19日、東海テレビ・フジテレビ） - 白雲 役[1]
- 白暮のクロニクル 第2話・第11話（2024年3月8日、5月10日 、WOWOW）
- 笑うマトリョーシカ 最終話（2024年9月6日 、TBS）
- 誰かがこの町で 第1話（2024年12月8日 、WOWOW）
- スティンガース 警視庁おとり捜査検証室 第5話（2025年8月19日、フジテレビ） - 公安刑事 役[2]

### 配信ドラマ
- 君と世界が終わる日に Season3（2022年2月25日配信開始、Hulu） - ヤシロ 役

### 映画
- シグナル 長期未解決事件捜査班（2021年）
- 次元大介（2023年10月13日、Amazon Prime Video）

### 舞台
- シーボルト父子伝～蒼い目のサムライ～（2020年8月）

### CM
- タイミー WEB CM（2020年）
- 富士通 (2024年)

### PV
- Official髭男dism「HELLO」（2020年）